# 愛媛県道280号下鍵山松野線
愛媛県道280号下鍵山松野線（えひめけんどう280ごう しもかぎやままつのせん）は、愛媛県北宇和郡鬼北町から北宇和郡松野町に至る一般県道である。

## 概要
北宇和郡鬼北町大字延川から北宇和郡松野町大字松丸に至る。

### 路線データ
- 起点：北宇和郡鬼北町大字延川（国道320号交点）
- 終点：北宇和郡松野町大字松丸
- 総延長：16.6 km

## 路線状況

### 重複区間
- 国道320号（北宇和郡鬼北町大字上川）
- 国道320号（北宇和郡鬼北町大字興野々（おきのの））

## 地理

### 通過する自治体
- 愛媛県
  - 北宇和郡鬼北町 - 北宇和郡松野町

### 交差する道路
| 交差する道路             | 市町村名 | 市町村名 | 交差する場所           | 交差する場所 |
| ------------------------ | -------- | -------- | ---------------------- | ------------ |
| 国道320号                | 北宇和郡 | 鬼北町   | 大字延川               | 起点         |
| 愛媛県道282号小倉三間線  | 北宇和郡 | 鬼北町   | 大字小倉（おぐわ）     |              |
| 国道320号 重複区間起点   | 北宇和郡 | 鬼北町   | 大字上川               |              |
| 国道320号 重複区間終点   | 北宇和郡 | 鬼北町   | 大字上川               |              |
| 国道320号 重複区間起点   | 北宇和郡 | 鬼北町   | 大字興野々（おきのの） |              |
| 国道320号 重複区間終点   | 北宇和郡 | 鬼北町   | 大字興野々             |              |
| 国道381号 国道441号 重複 | 北宇和郡 | 松野町   | 大字延野々（のびのの） |              |

### 交差する鉄道
- 予土線

### 沿線
- 鬼北町立三島小学校
- 鬼北町立泉小学校
- 松野町立松野中学校
- JR四国予土線 松丸駅